# Masha e o Urso
Masha e o Urso (Маша и Медведь, no original) é uma série de desenho animado russa, em animação computadorizada, produzida pela Animaccord Studios. Em 2016, durante a produção da terceira temporada da série, foi confirmado que a animação teria um novo filme baseado nela, previsto para estrear em dezembro do mesmo ano.
A série é baseada em um conto de fadas do folclore russo e mostra o cotidiano de uma pequena menina travessa de  três anos chamada Masha (apelido para Maria, em russo), que vive em uma casa em meio a uma floresta. O seu melhor amigo é um urso que vive em uma cabana na mesma floresta, o qual age como uma figura responsável e que tem que suportar as travessuras da menina. O desenho usa um estilo de comédia similar a desenhos mudos como Pingu e Bernard, embora possua uns poucos diálogos da personagem Masha.

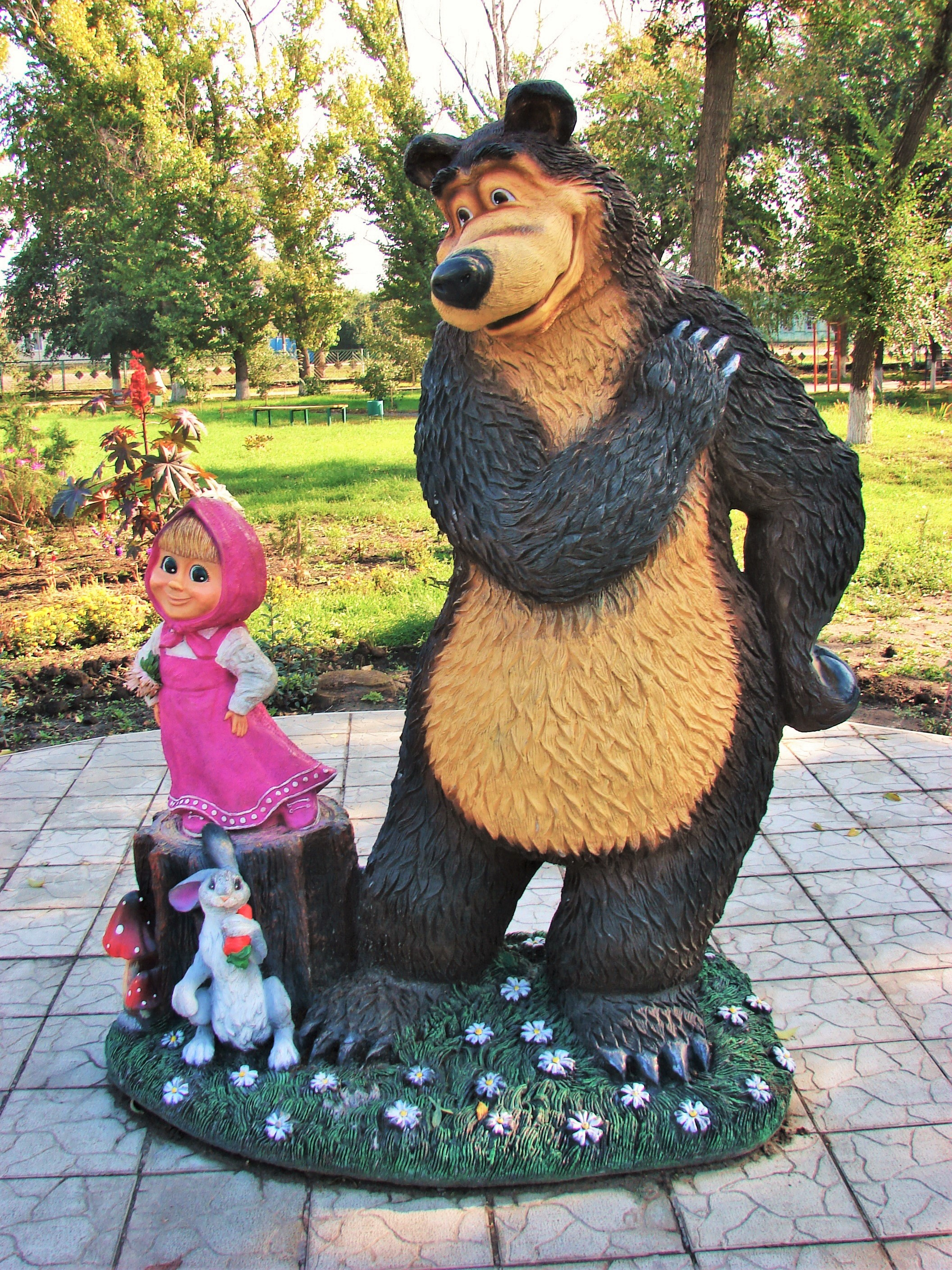
Escultura dos personagens Masha (à esquerda) e o Urso (à direita) em Oblast de Volgogrado.

No Brasil, a animação é transmitida na TV aberta pela TV Cultura e na TV paga pelo Cartoonito (antigo Boomerang), pelo Cartoon Network e pelo Tooncast Originalmente, a dublagem de Masha em português brasileiro foi feita pela Giulia De Carvalho até a quarta temporada (crédito no episódio 53), mas agora é feita por Sílvia Abravanel e a narração por Maísa Silva, já a dublagem do Urso é feita por Kelvin Josino. Dois filmes foram lançados nos cinemas, um homônino lançado em 2016 e outro que foi intitulado Masha e o Urso: Diversão em Dobro, lançado em 2024. Ambos são compilações de episódios da série.
Em Portugal, a série estreou na SIC nas Manhãs de Animação no dia 12 de setembro de 2015, dobrada pelos estúdios Buggin Media e emitida também pelo Canal Panda desde 21 de dezembro com a mesma dobragem.[carece de fontes?]